# Anticypella gigantaria
Anticypella gigantaria là một loài bướm đêm trong họ Geometridae.